# Бити, Мэтт
Мэттью Томас Бити (англ. Matthew Thomas Beaty; 28 апреля 1993, Снелвилл, Джорджия) — американский бейсболист, аутфилдер и игрок первой базы клуба Главной лиги бейсбола «Сан-Диего Падрес». Победитель Мировой серии 2020 года в составе «Лос-Анджелес Доджерс». На студенческом уровне выступал за команду Белмонтского университета.

## Биография
Мэтт Бити родился 28 апреля 1993 года в Снелвилле в Джорджии, один из трёх детей в семье. Старшую школу он окончил в Дрездене в штате Теннесси, в течение четырёх лет был лидером её бейсбольной команды по числу выбитых хоум-ранов, набранных RBI и показателю отбивания. Трижды Бити включался в состав сборной звёзд штата. Помимо бейсбола он также играл в гольф, баскетбол и американский футбол.
После окончания школы в 2011 году Бити был задрафтован клубом «Канзас-Сити Роялс», но не стал подписывать контракт и поступил в Белмонтский университет в Нашвилле. В 2012 году он дебютировал в бейсбольном турнире NCAA, сыграв 62 матча и став лидером команды по количеству RBI и хоум-ранов. В сезоне 2013 года он провёл 44 игры, отбивая с показателем 28,5 %. Через год его эффективность игры на бите выросла до 35,2 % по итогам 36 матчей. В выпускной год Бити сыграл 58 матчей с 12 выбитыми хоум-ранами и показателем отбивания 38,2 %.
На драфте Главной лиги бейсбола 2015 года Бити был выбран клубом «Лос-Анджелес Доджерс» в двенадцатом раунде. Профессиональную карьеру он начал в составе «Огден Рапторс» в Лиге пионеров, но уже после шести игр его перевели на уровень выше в команду «Грейт Лейкс Лунс». В сезоне 2016 года он сыграл 124 матча за «Ранчо-Кукамонга Квейкс», выходя на позициях игрока первой и третьей баз. Его показатель отбивания по итогам чемпионата составил 29,7 %, он выбил 11 хоум-ранов и украл шесть баз. В 2017 году Бити перевели на уровень AA-лиги в состав «Талсы Дриллерс». Летом он вошёл в число участников Матча звёзд Техасской лиги. По итогам сезона он стал лидером «Талсы» по количеству RBI и выбитых даблов, его показатель отбивания в 116 сыгранных матчах составил 32,6 %. В 2018 году Бити выступал за «Оклахому-Сити Доджерс», пропустив часть сезона из-за операции после разрыва связки пальца руки.

### Лос-Анджелес Доджерс
В Главной лиге бейсбола Бити дебютировал 30 апреля 2019 года. В дебютном сезоне он сыграл в 99 матчах регулярного чемпионата, выходя на поле на первой и третьей базах, а также левым аутфилдером. Его показатель отбивания составил 26,5 %, он выбил девять хоум-ранов и набрал 46 RBI. Осенью Бити был включён в заявку команды на игры Дивизионной серии плей-офф Национальной лиги. Также по ходу сезона он провёл 32 игры в составе «Оклахомы-Сити», где отбивал с эффективностью 30,6 %. В сокращённом из-за пандемии COVID-19 сезоне 2020 года он играл меньше, а на последние пятнадцать игр команды был выведен из основного состава. В плей-офф Бити был включён в заявку «Доджерс» во всех четырёх раундах, включая победную Мировую Серию, но на поле он появился только в третьем и четвёртом матче Чемпионской серии Национальной лиги, заработав уок и два хит-бай-питча.
В 2021 году Бити стал самым востребованным запасным «Доджерс», выходя на замену в 75 матчах из 120, в которых он принимал участие. Его показатель отбивания по итогам сезона составил 27,0 %. Главный тренер команды Дэйв Робертс в интервью изданию Orange County Register заявил, что не видит его в роли защитника и рассматривает только как очень хорошего отбивающего против питчеров-правшей. В марте 2022 года, перед стартом нового сезона, клуб обменял Бити в «Сан-Диего Падрес» на игрока фарм-системы Ривера Райана.